# Cordillera de Talamanca
La cordillera de Talamanca es la de mayor elevación en el sur de América Central. Se extiende desde la parte sur del Valle Central de Costa Rica y continúa en territorio de la República de Panamá con los nombres de cordillera de Chiriquí o cordillera Central. En Costa Rica, a través de la Carretera Interamericana Sur se puede llegar hasta uno de los cerros más altos de la cordillera (y el de más fácil acceso), el cerro Buenavista (3491 m), más comúnmente llamado Cerro de la Muerte, pues existen historias que afirman que los primeros pobladores del Valle del General, al hacer pasar la noche en el cerro en su camino para llegar, morían de frío en el lugar.

## Geografía
El pico más alto es el Cerro Chirripó (3820 m), localizado dentro del parque nacional del mismo nombre. También alberga al Parque Internacional La Amistad, que comparte territorio con el país vecino, Panamá, y al parque nacional Volcán Barú. Este parque es la zona protegida más grande de Costa Rica y fue declarada reserva de la biosfera por la Unesco en 1990. Es de gran importancia porque sirve de hábitat a especies grandes de mamíferos como la danta, el jaguar, el puma y muchas especies de aves como el quetzal y varias especies de aves canoras.
En elevaciones sobre los 1800 m predominan los bosques de robles de gran tamaño en toda la cordillera. Alrededor de los 3200 m comienza la transición del bosque montano hacia el páramo, donde se pueden ver arbustos y bambú enano hasta los 3300 m. Hacia los 3400 m predominan gramíneas y asteráceas muy resistentes a los cambios bruscos de temperatura. El páramo alcanza temperaturas nocturnas de congelación desde los 3300 m. Existen temperaturas extremas desde los -2 °C hasta la temperatura más baja registrada siendo -9 °C; en el Cerro Chirripo. A altitudes inferiores estas se dan de forma estacional, especialmente entre los meses de diciembre y marzo.
La cordillera de Talamanca alberga ecosistemas de gran relevancia, entre ellos el páramo de altura y las turberas. El páramo se localiza principalmente en los bosques y matorrales subalpinos, a una altitud que oscila entre los 3100 y 3300 m, así como en los matorrales y herbazales alpinos, que se extienden desde los 3300 hasta los 3819 m. Las turberas son humedales que se ubican en depresiones topográficas, en terrenos mal drenados y se inundan periódicamente.
En Costa Rica se ubican en los pisos altitudinales montano bajo y montano alto. La flora es similar a los páramos de elevaciones altas e incluye también árboles de roble (Quercus spp.), y plantas de Blechnum en asociación con el género de briófitas Sphagnum. Otros géneros comunes son Rubus, Pteridium, Comarostaphyllis, entre otros. La turbera de El Empalme sufre mayor presión de la actividad agrícola y conforme se aumenta en altitud se da un incremento en la diversidad florística.

## Elevaciones más importantes
- Cerro Chirripó - 3820 m (Costa Rica)
- Cerro Ventisqueros - 3812 m (Costa Rica)
- Cerro Terbi - 3760 m (Costa Rica)
- Cerro Crestones- 3721 m (Costa Rica)
- Cerro Urán - 3600 m (Costa Rica)
- Cerro Kamuk - 3554 m (Costa Rica)
- Cerro de la Muerte - 3491 m (Costa Rica)
- Volcán Barú - 3475 m (Panamá)
- Cerro Fábrega - 3335 m (Panamá)
- Cerro Itamut - 3293 m (Panamá)
- Cerro Durika - 3280 m (Costa Rica)
- Cerro Echandi - 3162 m (Frontera Costa Rica - Panamá)

## Véase también

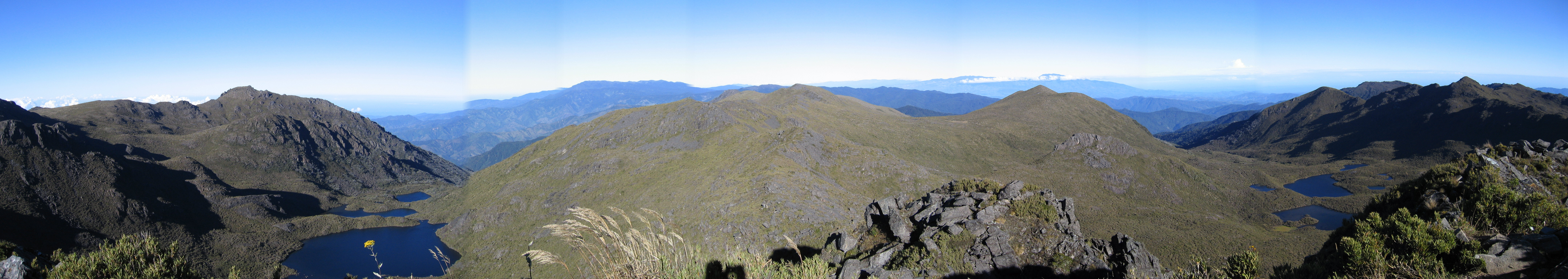
Cordillera de Talamanca con el Cerro Chirripó en el centro.